# Xian de Hequ
Le xian de Hequ (河曲县 ; pinyin : Héqǔ Xiàn) est un district administratif de la province du Shanxi en Chine. Il est placé sous la juridiction de la ville-préfecture de Xinzhou.

## Démographie
La population du district était de 132 057 habitants en 1999.